# تصویرسازی‌های فرهنگی اسکندر مقدونی

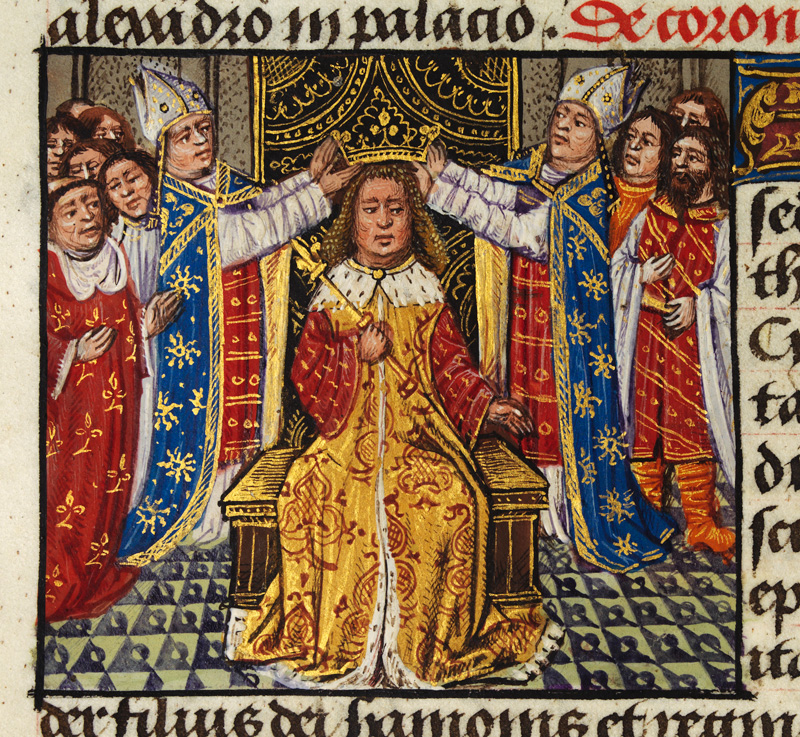
تاجگذاری اسکندر که به سبک قرون وسطای اروپایی، در رمانسی مربوط به قرن 15 میلادی تحت عنوان تاریخچه نبردهای اسکندر به تصویر کشیده شده است.

دستاوردها و میراث اسکندر مقدونی، یا اسکندر کبیر (به انگلیسی: Alexander the Great)، به روش های زیادی حفظ و به تصویر کشیده شده است. اسکندر در کارهای هم فرهنگ سطح بالا و هم فرهنگ همگانی از عصر خودش تا امروزه شخصیت پردازی شده است. بعضی از این ها حکایات به شدت افسانه ای هستند، مانند رمانس اسکندر.

## ادبیات باستانی و قرون وسطایی

### در کتاب مقدس
اسکندر به طور مختصر در اولین سفر مکابیان ذکر می شود. تمام فصل ۱، آیات ۱ تا ۷، درباره اسکندر بود و این به عنوان یک مقدمهٔ کتاب به کار می رود. این توضیح می دهد که چه طور نفوذ و تاثیر یونانیان در آن زمان به سرزمین اسرائیل گسترش پیدا کرده بود.